# آمبوسیترا II
آمبوسیترا II (به لاتین: Ambositra II) یک منطقهٔ مسکونی در ماداگاسکار است که در آمورونئی مانیا واقع شده‌است. آمبوسیترا II ۱٬۳۴۲ متر بالاتر از سطح دریا واقع شده‌است.